# Алдешть (Арад)
Алдешть, Алдешті (рум. Aldești) — село у повіті Арад в Румунії. Входить до складу комуни Бирса.
Село розташоване на відстані 383 км на північний захід від Бухареста, 60 км на північний схід від Арада, 126 км на захід від Клуж-Напоки, 94 км на північний схід від Тімішоари.

## Населення
За даними перепису населення 2002 року у селі проживали 548 осіб, з них 546 осіб (99,6%) румунів. Усі жителі села рідною мовою назвали румунську.